# Луїс Ламур

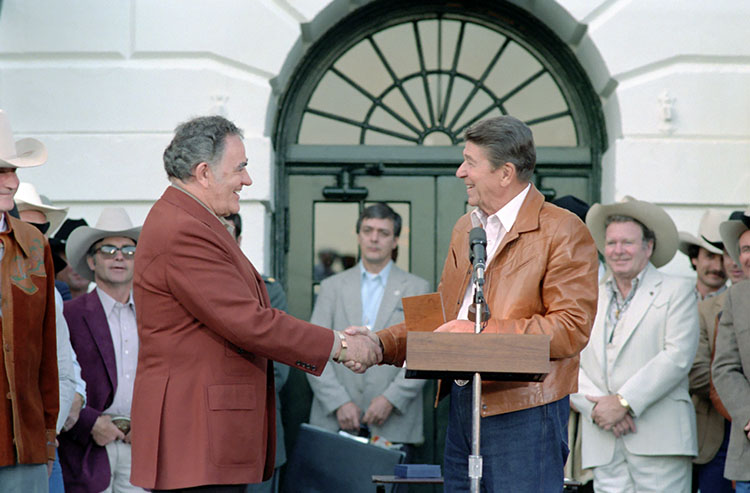

Луїс Ламур (англ. Louis L'Amour; 22 березня 1908, Джеймстаун, Північна Дакота — 10 червня 1988, Лос-Анджелес) — американський письменник. Здебільшого його книги написані у жанрі вестерн (він називав їх «прикордонними історіями»). Також він писав історичну прозу (The Walking Drum), наукову фантастику (The Haunted Mesa), документалістику (Frontier), а також вірші та короткі оповідання. Багато його робіт були екранізовані. Книги Луїса Ламура залишаються популярними і більшість витримали декілька накладів. На момент його смерті майже всі з 105 його робіт (89 романів, 14 збірок оповідань і дві документальні роботи) перевидавалися і він вважався одним із найпопулярніших письменників світу.

## Нагороди
У 1982 році Луїс Ламур отримав золоту медаль конгресу, а у 1984 році був нагороджений президентом США Рональдом Рейганом президентською медаллю Свободи. Також отримував Roughrider Award Північної Дакоти.
У травні 1972 року за літературну і соціальну діяльність він був удостоєний звання почесного доктора наук у коледжі Джеймстауна (Honorary PhD by Jamestown College).